# Падерно-Франчіакорта
Падерно-Франчіакорта (італ. Paderno Franciacorta) — муніципалітет в Італії, у регіоні Ломбардія, провінція Брешія.
Падерно-Франчіакорта розташоване на відстані близько 460 км на північний захід від Рима, 75 км на схід від Мілана, 14 км на північний захід від Брешії.
Населення — 3763 особи (2014).
Щорічний фестиваль відбувається 4 травня. Покровитель — San Gottardo.

## Демографія
Населення за роками:

Станом на 1 січня 2023 року в муніципалітеті офіційно проживало 277 іноземців з 41 країни, серед них 48 громадян країн Євросоюзу та 15 громадян України.

## Сусідні муніципалітети
- Кастеньято
- Пассірано
- Роденго-Саяно